# Franciszek Jarecki

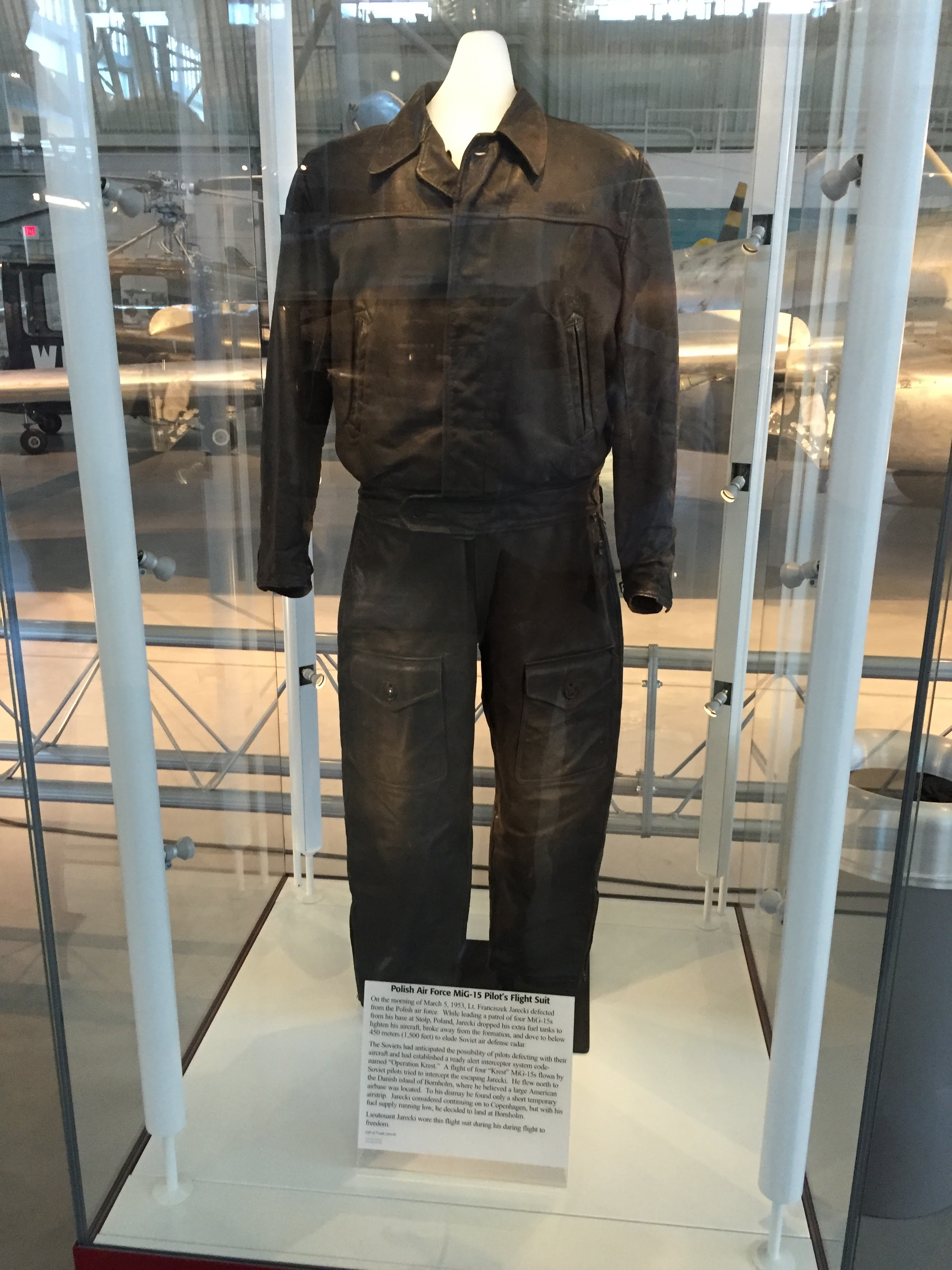
Kombinezon Franciszka Jareckiego w National Air and Space Museum

Franciszek Jarecki (ur. 7 września 1931 w Gdowie, zm. 24 października 2010 w Erie, stan Pensylwania, USA) – polski pilot służący w stopniu porucznika w Polskich Siłach Powietrznych w latach 50. Wsławił się brawurową ucieczką ze Słupska na wyspę Bornholm w 1953 r. samolotem LiM-2 (MiG-15bis).

## Życiorys
Jarecki urodził się we wrześniu 1931 roku w Gdowie. Po zakończeniu II wojny światowej Franciszek z matką przenieśli się do Bytomia. W 1946 roku zapisał się na kurs szybowcowy, a cztery lata później wstąpił do dęblińskiej Szkoły Orląt, którą ukończył jako prymus. W 1952 roku został przeniesiony do 31. pułku myśliwskiego na Bemowie, a w listopadzie tego samego roku do 28. pułku myśliwskiego w Redzikowie. Latał tam na budowanych w Polsce na sowieckiej licencji samolotach LiM-1 i LiM-2 oraz MiG-15 produkcji sowieckiej – w owym czasie jednych z najlepszych samolotów myśliwskich.
Rankiem 5 marca 1953 roku, w dniu śmierci Stalina, Jarecki podjął próbę ucieczki na Bornholm. Gdy brał udział w ćwiczeniach w patrolu dwóch MiG-15 wykorzystując chmury odbił od formacji, odrzucił dodatkowe zbiorniki paliwa, by pozbawić samolot dodatkowego oporu, i zanurkował na pułap 200 metrów, aby ominąć radzieckie systemy radarowe. Początkowo przełożeni przypuszczali, że Jarecki się rozbił, ale po poszukiwaniach odnaleziono dodatkowe zbiorniki i zdano sobie sprawę z ucieczki pilota.
Gdy ucieczka Jareckiego została odkryta przez radzieckie władze, rozpoczęły one operację przechwycenia uciekającego samolotu. Formacja 4 MiG-ów próbowała namierzyć pozycję Jareckiego, jednak bez rezultatu. Porucznik doleciał nad wyspę Bornholm (dokładnie nad Rønne), gdzie spodziewał się znaleźć nad dużą amerykańską bazą wojskową. Ku swojemu rozczarowaniu odkrył, że znajduje się tam jedynie małe, tymczasowe lotnisko. Rozważał wprawdzie podjęcie próby ucieczki do Kopenhagi, jednak ze względu na brak paliwa zdecydował się wylądować na Bornholmie. Cała ucieczka trwała zaledwie kilkanaście minut.
Na wyspie, wezwani przez duńskie władze specjaliści z USA sprawdzili dokładnie samolot i po paru tygodniach – zgodnie z przepisami międzynarodowymi – odesłali go z powrotem do Polski. Jarecki pojechał do Monachium, gdzie wystąpił w Radiu Wolna Europa. W Londynie otrzymał od generała Władysława Andersa Krzyż Zasługi. Następnie wyjechał do USA, gdzie otrzymał nagrodę 50 000 dolarów za sprowadzenie na Zachód MiGa-15. Spotkał się m.in. z prezydentem Dwightem Eisenhowerem, który podpisał akt nadania Jareckiemu obywatelstwa amerykańskiego. Uzyskanie go było możliwe dzięki adopcji przez polonijnego senatora.
Pilot stał się popularny w USA, udzielał licznych wywiadów. Ukończył studia na Uniwersytecie Kalifornijskim, potem Alliance College, zdobył stopień doktora nauk technicznych, pracował jako przedstawiciel handlowy. W 1968 roku założył firmę Jarecki Valves produkującą części do rakiet wykorzystywanych w amerykańskim programie kosmicznym. Dwukrotnie żonaty, miał szóstkę dzieci.
Kombinezon, w którym podjął swą dramatyczną ucieczkę, znajduje się na wystawie w National Air and Space Museum w Waszyngtonie.
Jarecki nie był pierwszym Polakiem, który podjął się takiej próby. Ppor. Edward Pytko próbował uciec do Austrii, ale z powodu braku paliwa został przechwycony przez radziecki pościg koło Wiener Neustadt. Odesłany do kraju, został skazany na karę śmierci. Kilka miesięcy później wyczyn Jareckiego powtórzył Zdzisław Jaźwiński. Trzy lata później czterej uczniowie szkoły lotniczej w Dęblinie uciekli w dwóch samolotach Jak-18, przekraczając granice Czechosłowacji i lądując w Austrii, koło Wiednia.
Po ucieczce Jareckiego odwołano planowaną operację CIA, w ramach której polscy piloci: kpt. pil. Ludwik Martel, mjr pil. Józef Jeka oraz mjr pil. Stefan Janus mieli zostać zrzuceni na teren PRL oraz porwać najnowszy wówczas radziecki odrzutowiec.
W 2006 Franciszek Jarecki wystąpił przed kamerami w serialu Wielkie ucieczki przedstawiającym historie Polaków, którzy w latach 1944–1989 podjęli ucieczkę z kraju.